# Bezonde
Pour les articles homonymes, voir Bezonde (homonymie).
La Bezonde ou Bézonde est une rivière française qui coule dans le département du Loiret, en région Centre-Val de Loire, et un affluent du Loing en rive gauche, donc un sous-affluent de la Seine.

## Géographie
La longueur de son cours d'eau est de 35 km.
Elle prend sa source à l'ouest de Nesploy dans la partie orientale de la forêt d'Orléans, à 139 m d'altitude, au lieu-dit les Boudeaux. 
Elle adopte très tôt la direction de l'est qu'elle ne quitte pas tout au long de son parcours. La Bezonde traverse ainsi la partie sud-ouest du Gâtinais, et finit par se jeter dans le Loing, en rive gauche, près de Châlette-sur-Loing, à Cepoy et à 81 m d'altitude, à deux kilomètres en aval de Montargis.
Elle est franchie par le viaduc de Pannes.
La partie aval de son cours à partir du quartier Saint-Catherine (environ 1 km après le viaduc de Pannes, croisement du cours d'eau avec l'autoroute A77) a été reprise pour tracer le canal d'Orléans. En amont, le canal suit de près le cours de la Bezonde jusqu'à son confluent avec le Huillard ; au-delà de cette confluence, le canal suit le cours du Huillard jusqu'à Chailly-en-Gâtinais.

## Communes traversées
Dans le seul département du Loiret, la Bezonde traverse dix communes et trois cantons :
- dans le sens amont vars aval : Nesploy, Quiers-sur-Bezonde, Ouzouer-sous-Bellegarde, Ladon, Villemoutiers, Saint-Maurice-sur-Fessard, Pannes, Châlette-sur-Loing, Corquilleroy, Cepoy,

Soit en termes de cantons, la Bezonde prend source dans le canton de Bellegarde, traverse le canton d'Amilly, et conflue dans le canton de Châlette-sur-Loing, le tout dans l'arrondissement de Montargis.

## Affluents
La Bezonde a douze tronçons affluents référencés :
- la Fosse du Pont aux Senins (rd), 5,2 km sur les deux communes de Villemoutiers et Auvilliers-en-Gatinais ;
- la rivière de Moulon (rg), 5,4 km sur les trois communes de Moulon, Saint-Maurice-sur-Fessard et Villemoutiers ;
- le ruisseau de Fontaine Montford (rd), 3,7 km sur la seule commune de Saint-Maurice-sur-Fessard ;
- L'Huillard (rd), 25,5 km sur sept communes qui prend naissance dans la forêt d'Orléans à Châtenoy et se jette dans la Bezonde à Saint-Maurice-sur-Fessard. Son rang de Strahler est de trois[3] ;
- la Fosse de Fousseau (rg), 2,3 km sur les deux communes de Pannes et Saint-Maurice-sur-Fessard ;
- le Limetin ou Limentin (rd), 23,5 km sur sept communes qui prend naissance dans la forêt d'Orléans à Lorris et se jette dans la Bezonde à Saint-Maurice-sur-Fessard. Son rang de Strahler est de deux[4] ;
- le Canal d'Orléans (rd), (trois fois), 77,8 km sur vingt-deux communes ;
- le Canal de Briare (rd), 56,7 km sur treize communes ;
- le Canal du Loing (rd), (deux fois), 47,8 km sur dix-sept communes.

Le rang de Strahler est donc de quatre par l'Huillard.

## Hydrologie
La Bezonde est une rivière peu abondante, comme la plupart des affluents du Loing. Elle est en outre très irrégulière. Son débit a été observé sur une période de 35 ans (1980-2014) à Pannes, localité du département du Loiret située peu avant son confluent avec le Loing. Le bassin versant de la rivière est de 339 km2.
Le module de la rivière à Pannes est de 1,49 m3/s.
La Bezonde présente des fluctuations saisonnières de débit importantes, comme un peu partout dans le sous-bassin du Loing, avec des crues d'hiver-printemps portant le débit mensuel moyen à un niveau allant de 1,95 à 3,11 m3/s, de décembre à avril inclus (avec un maximum en janvier), et des basses eaux d'été, de juin à octobre inclus, avec une baisse du débit moyen mensuel jusqu'au débit d'étiage de 0,266 m3/s au mois de septembre. Mais il existe des oscillations de débit bien plus prononcées sur de plus courtes périodes.

### Étiage ou basses eaux
À l'étiage, le VCN3 peut chuter jusque 0,030 m3/s, en cas de période quinquennale sèche, soit 30 litres par seconde, ce qui peut être considéré comme très sévère, mais fréquent dans la région.

### Crues
Les crues peuvent être très importantes. Ainsi le débit instantané maximal enregistré a été de 53,6 m3/s le 10 avril 1983, tandis que la valeur journalière maximale était de 42,1 m3/s le même jour. Ces chiffres ne paraissent pas énormes à première vue, mais il s'agit d'un petit bassin de 339 km2, et que proportionnellement ils sont plus importants que ceux du Loing par exemple. Le QIX 10 est de 35 m3/s, le QIX 20 de 41 m3/s et le QIX 50 de 49 m3/s. Les QIX 2 et QIX 5 valent quant à eux respectivement 18 et 28 m3/s. D'où il ressort que les crues d'avril 1983 étaient presque cinquantennales. La hauteur maximale instantanée a été de 2,76 m le 10 avril 1983.
Le service 'Vigicrues' est actif à Pannes concernant la Bezonde

### Lame d'eau et débit spécifique
Au total cependant, la Bezonde est une rivière peu abondante. La lame d'eau écoulée dans son bassin versant est de 139 millimètres annuellement, ce qui est très faible, largement inférieur à la moyenne d'ensemble de la France, mais aussi à la moyenne de la totalité du bassin de la Seine (240 millimètres). Le débit spécifique (ou Qsp) de la rivière atteint 4,4 litres par seconde et par kilomètre carré de bassin.

## Histoire
En 1427, au moment du siège de Montargis par les Anglais, la Bezonde s'appelait alors Les Ondes.

## Toponyme
La Bezonde a donné son hydronyme à la commune de Quiers-sur-Bezonde.